# Klasztor Dafni
Dafni (gr. Δάφνι, Δάφνιον) – historyczny klasztor w Chaidari, w  aglomeracji Aten, w Attyce, w Grecji. Obecnie placówka muzealna. 
Miejsce to zawdzięczało swą nazwę krzewom z rodziny wawrzynowatych (gr. δάφνη). Mozaiki zdobiące ten pomnik architektury zaliczane są do arcydzieł sztuki średniowiecza.
W 1990 roku został wpisany wraz z klasztorami Osios Lukas i Nea Moni na listę światowego dziedzictwa UNESCO.

## Historia

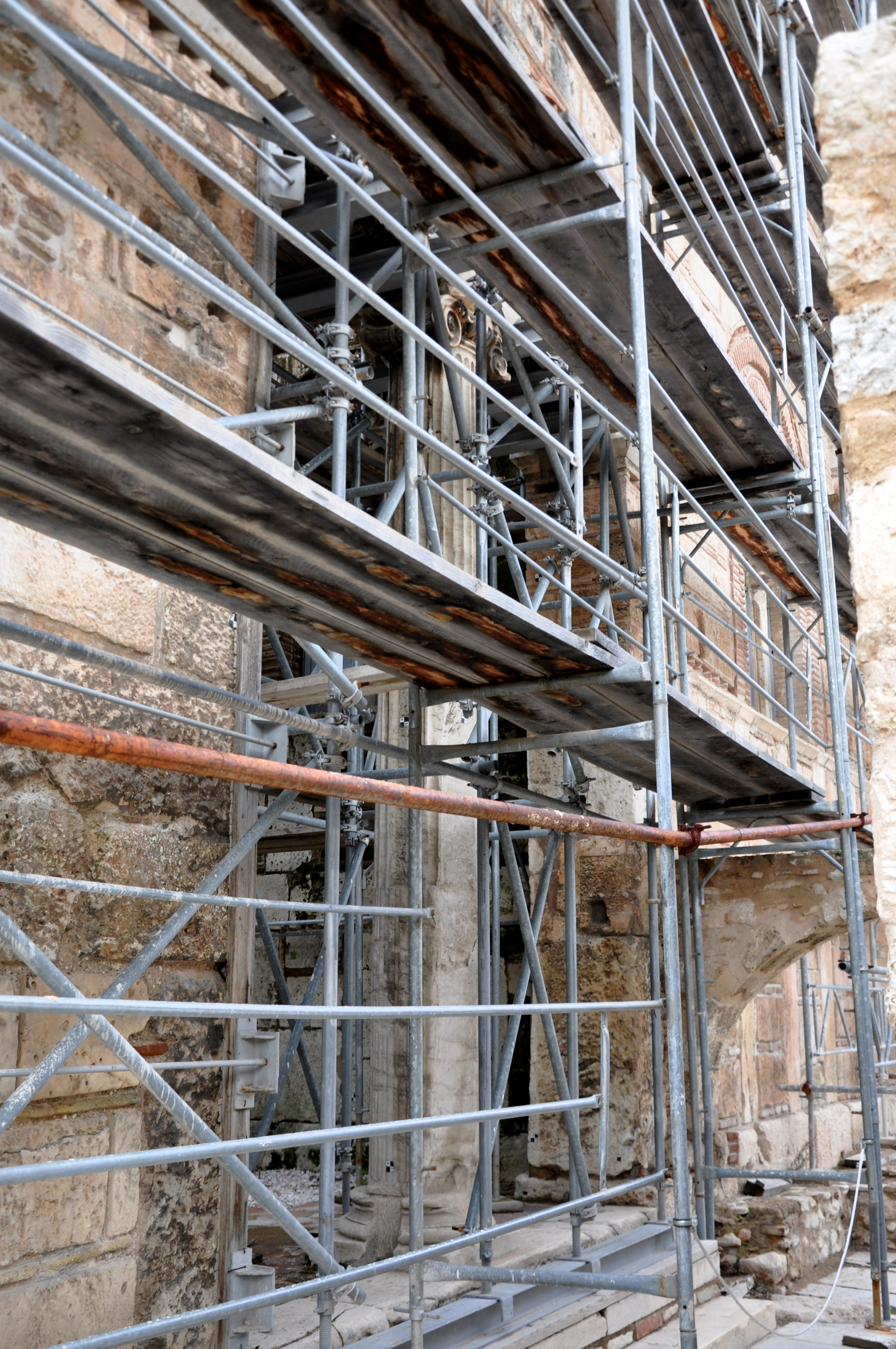
Ostatnia z korynckich kolumn dawnej świątyni Apollina Dafnijskiego

Pierwsza świątynia chrześcijańska na miejscu dzisiejszego kościoła klasztornego powstała w V wieku w miejscu świątyni Apollina zburzonej w 395 roku. Podczas wznoszenia bazyliki oraz otaczających ją murów obronnych wykorzystano kamienne bloki starożytnej budowli oraz jońskie kolumny umieszczając je w portyku. Do dziś pozostała jedynie jedna kolumna antyczna. Pozostałe elementy portyku zostały wywiezione do Londynu przez lorda Elgina, za zgodą ówczesnych władz tureckich.
Obecny kościół klasztorny oraz refektarz został wzniesiony około 1070 roku, gdy ustanowiono sam klasztor. Powstał on na oktagonalnym planie greckiego krzyża. Jest jednym z najcenniejszych przykładów XI-wiecznej architektury bizantyńskiej. Bizantyjczycy zajmowali klasztor niewiele ponad 100 lat.
W 1204 roku, po zdobyciu Aten przez krzyżowców, również klasztor został przez nich złupiony. W następnych latach przejęli go od prawosławnych mnichów cystersi z Bellevaux. Sprowadził ich pierwszy diuk Aten, Otto de la Roche. Zachowały się uszkodzone sarkofagi z herbem rodziny de la Roche. Cystersi dokonali licznych przeróbek, rozbudowując kościół, wyposażając dziedziniec w gotyckie krużganki, wznosząc mury obronne otaczające zespół budynków i częściowo zachowane mury. Po zajęciu Attyki przez wojska Imperium Osmańskiego cystersi zmuszeni byli opuścić klasztor. W 1458 roku powrócili tam mnisi prawosławni, ponownie wygnani za udzielenie pomocy powstańcom w 1821 roku.
Z obiektów klasztornych i wcześniejszych – pogańskich, poza samą świątynią zachowało się niewiele historycznej substancji. Istnieją podziemia i cysterny wodne, kilka pomieszczeń klasztornych, fragmenty krużganków, z reszty jedynie wyraźnie rozplanowane fundamenty. Pierwsze poważne prace konserwatorskie podjęto w 1888 roku. Po trzęsieniu ziemi w 1999 roku, konstrukcja świątyni wymagała natychmiastowych głębokich interwencji inżynierskich. Proces ratowania obiektu przedstawiają plansze w sali projekcji audiowizualnych.

Architektura
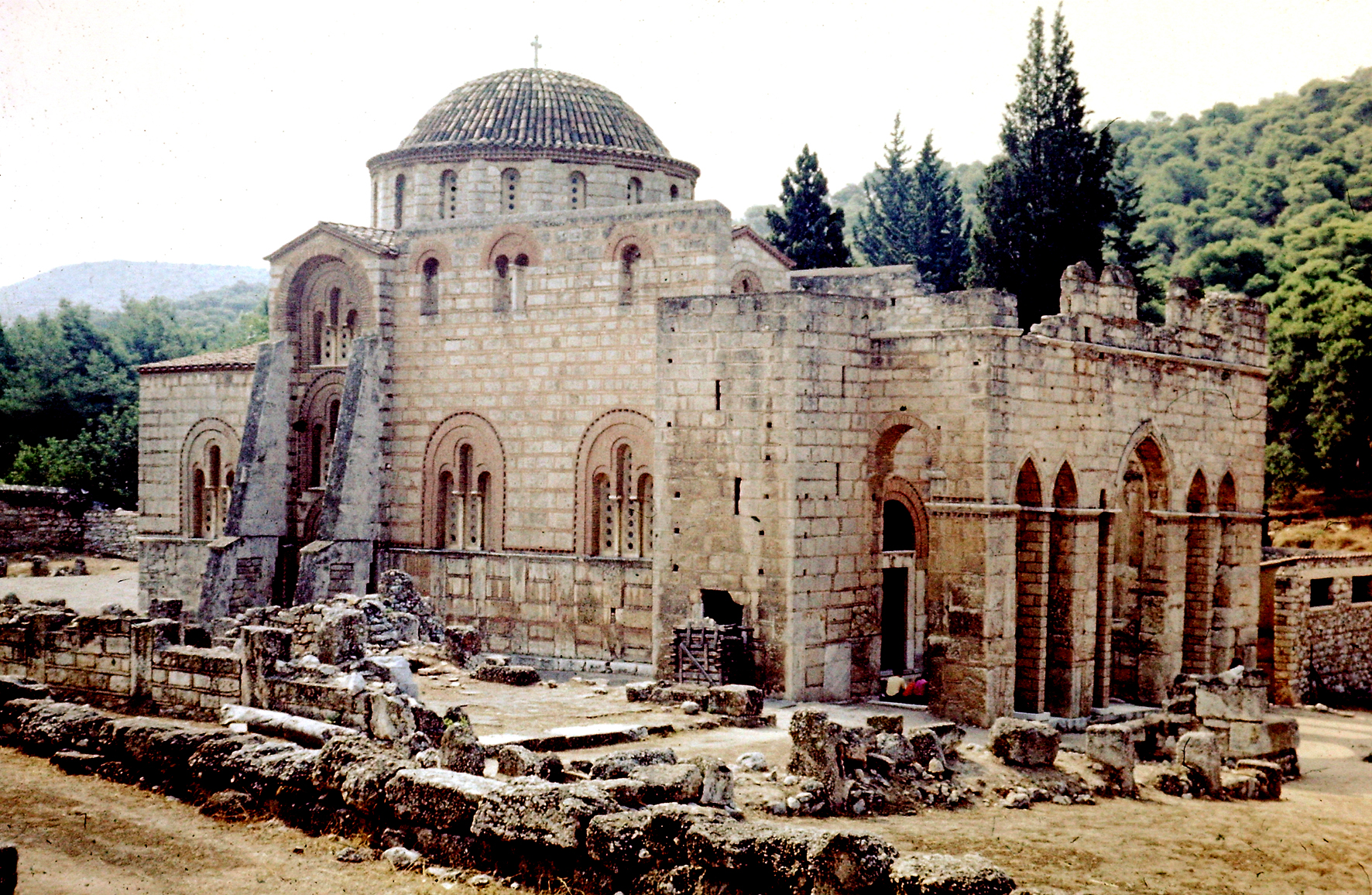
Widok od strony północno-zachodniej - sierpień 1975
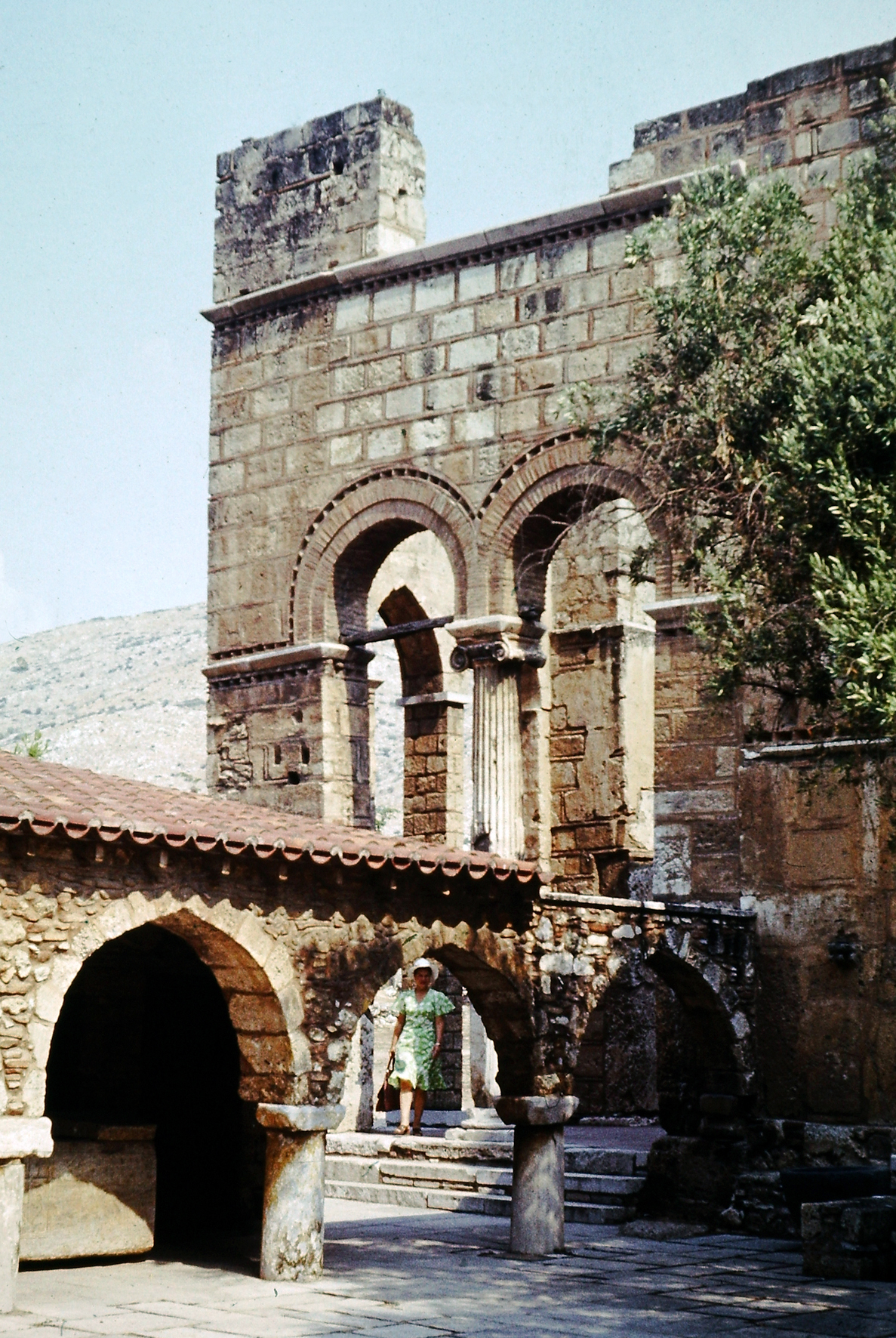
Widok od strony południowo-wschodniej - sierpień 1975
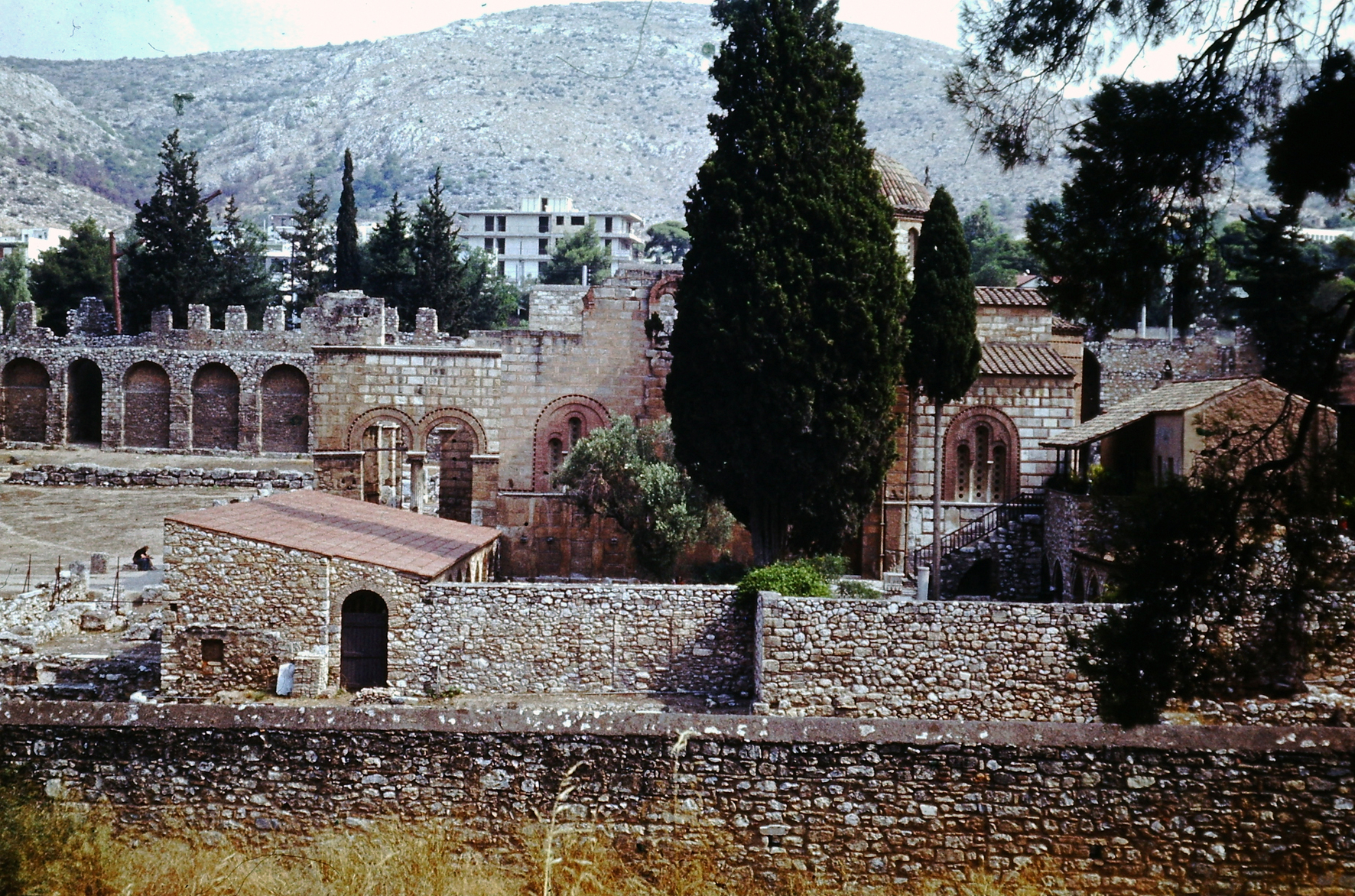
Widok od strony południowej - sierpień 1975
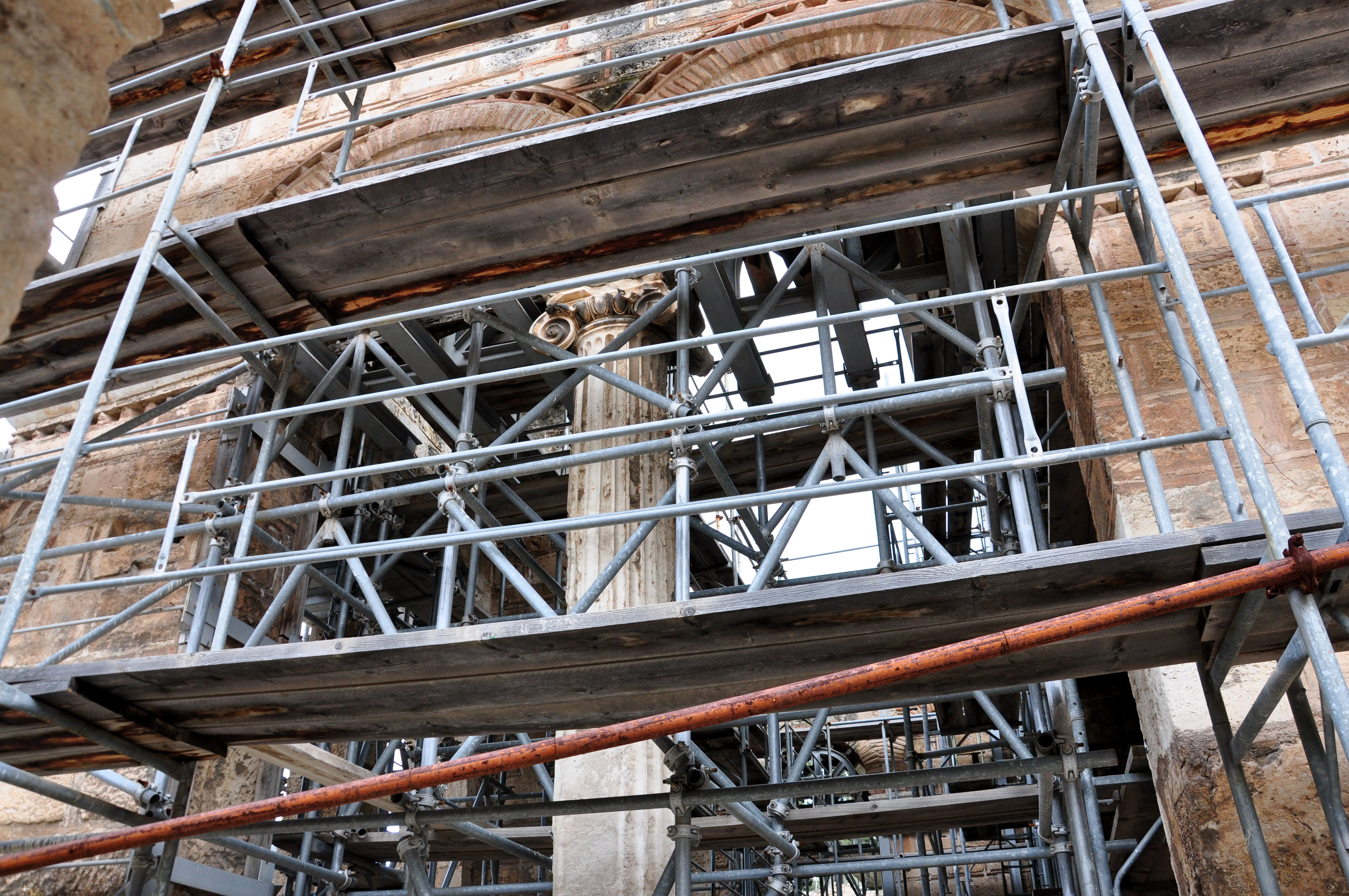
Elementy wcześniejszej świątyni pogańskiej, wykorzystane m.in. do budowy portyku
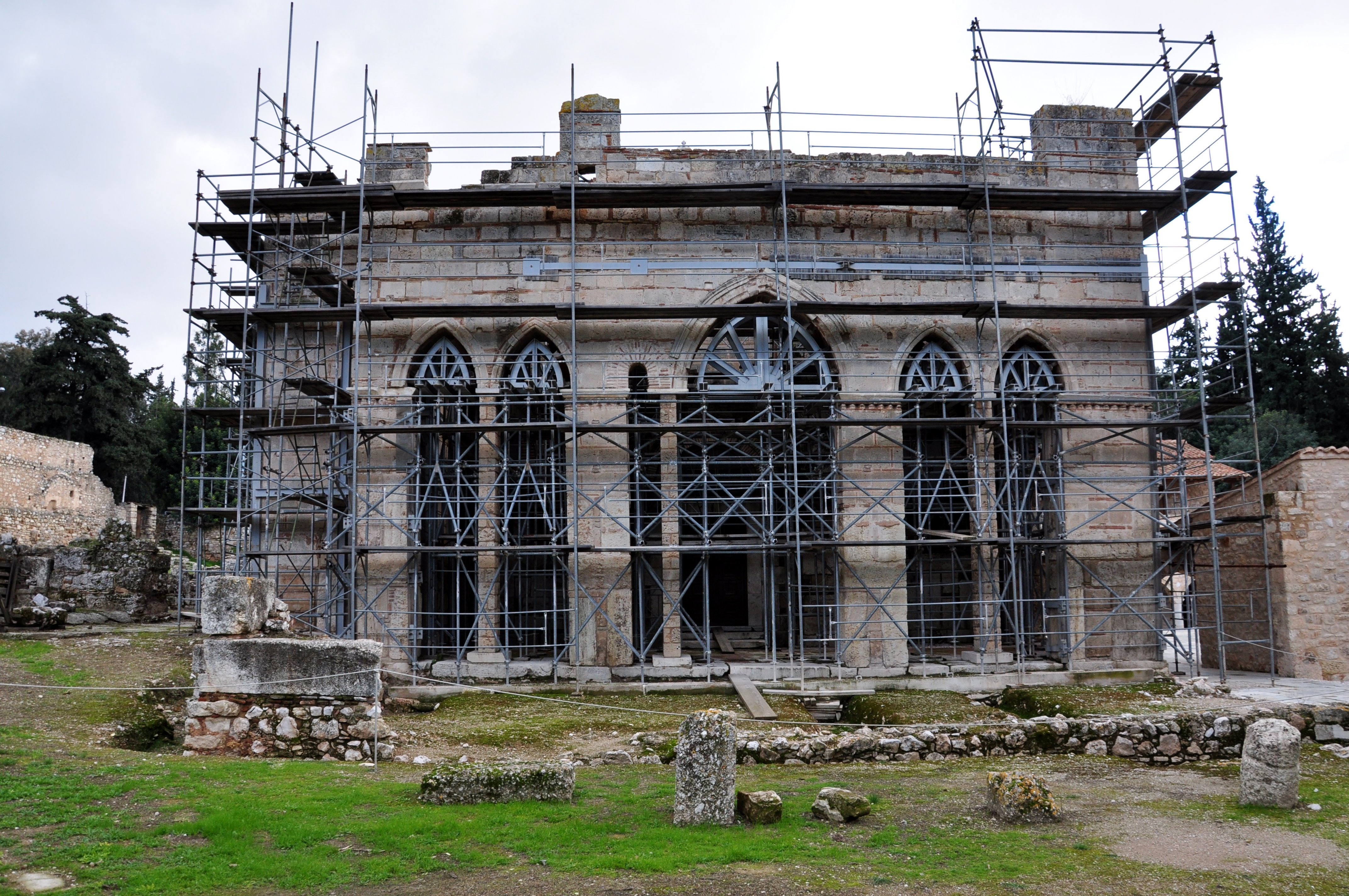
Portyk, od strony zachodniej. Zauważalny jest brak kolejnej, korynckiej kolumny, niegdyś wywiezionej do Anglii.
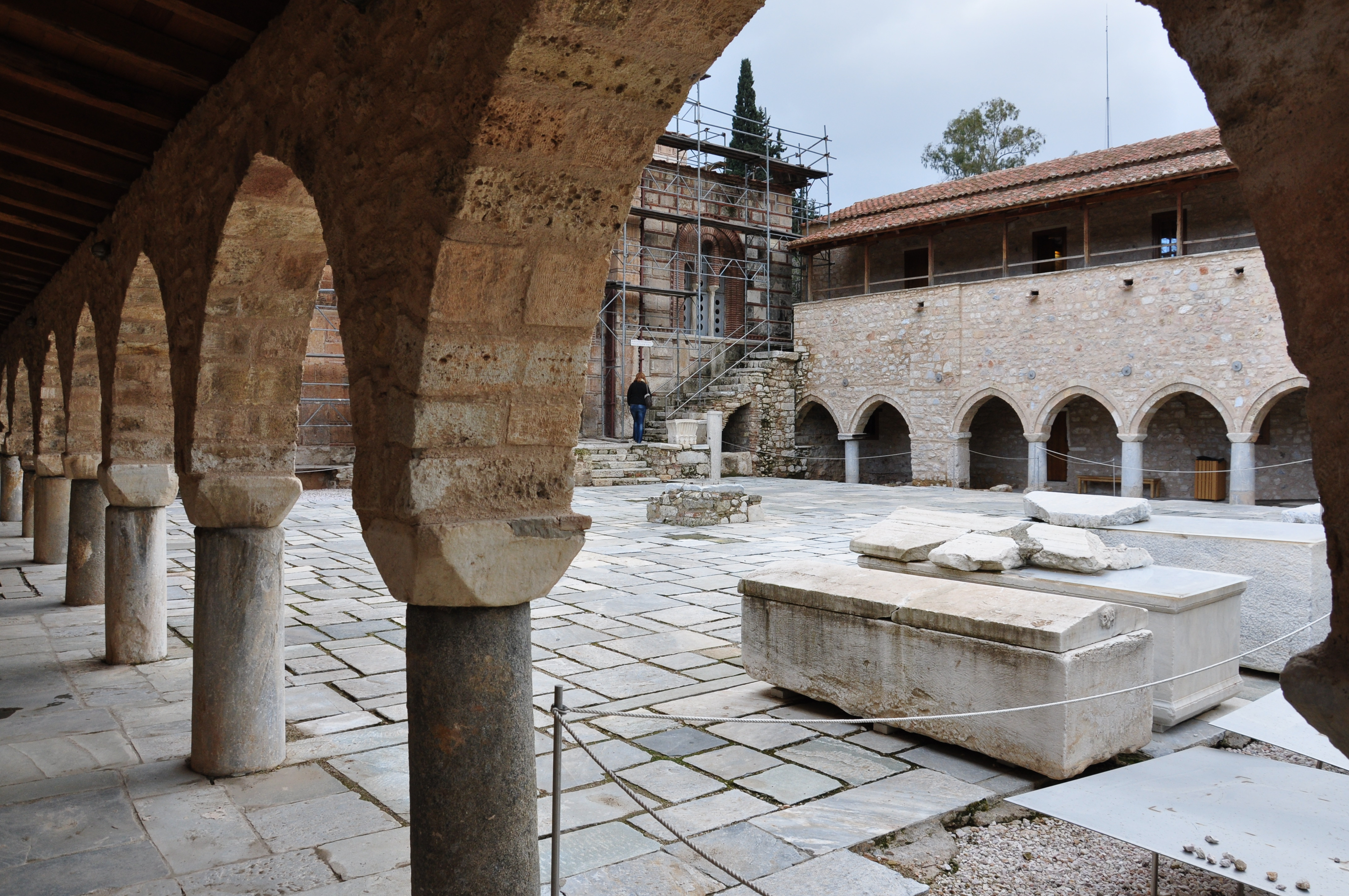
Gotyckie krużganki niegdyś bizantyńskiego, potem cysterskiego klasztoru
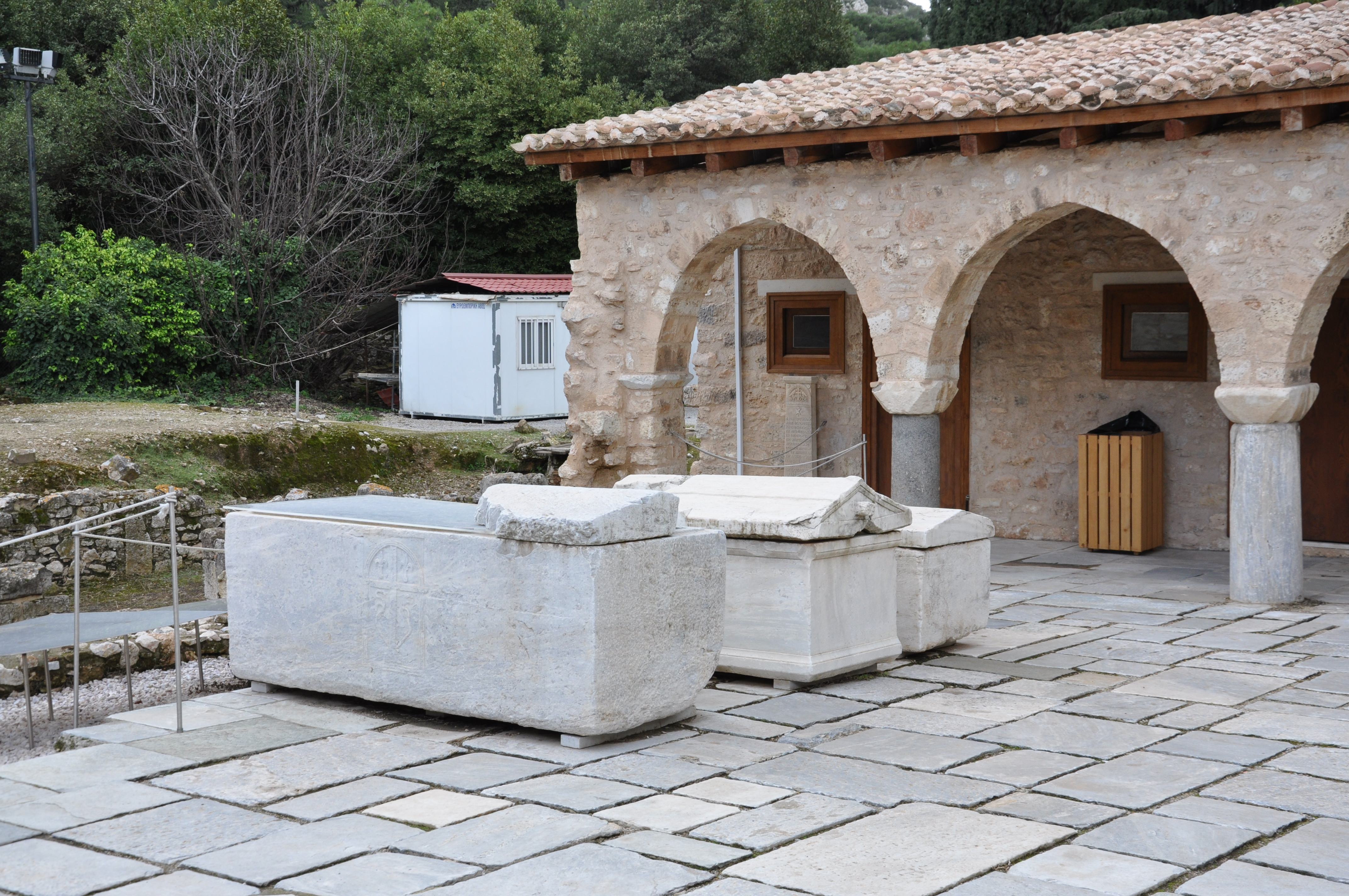
Pierwszy z widocznych sarkofagów należał do książęcego rodu de la Roche – ostatnich budowniczych kościoła
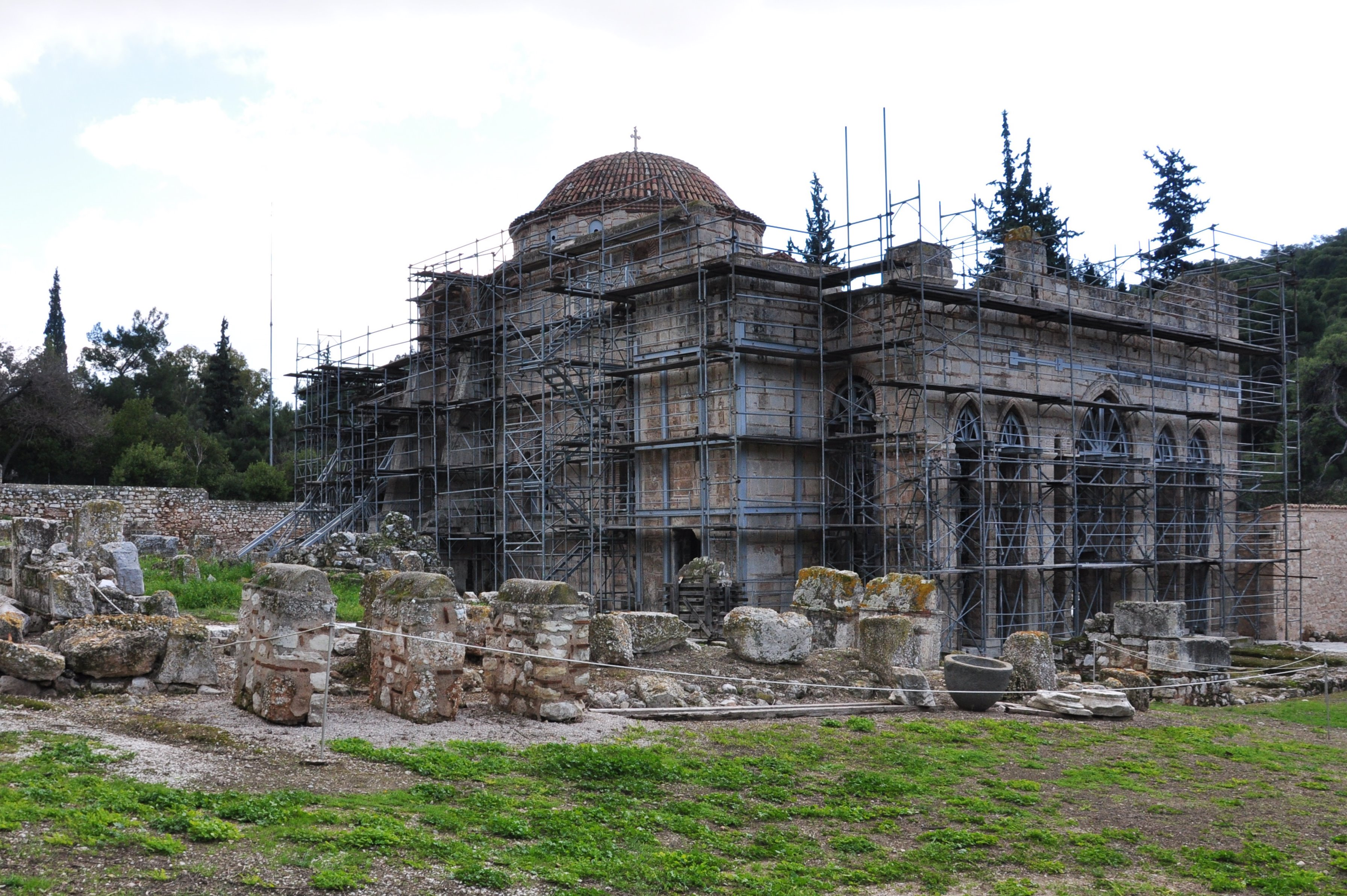
Stan obecny obiektu, widziany od strony północno-zachodniej
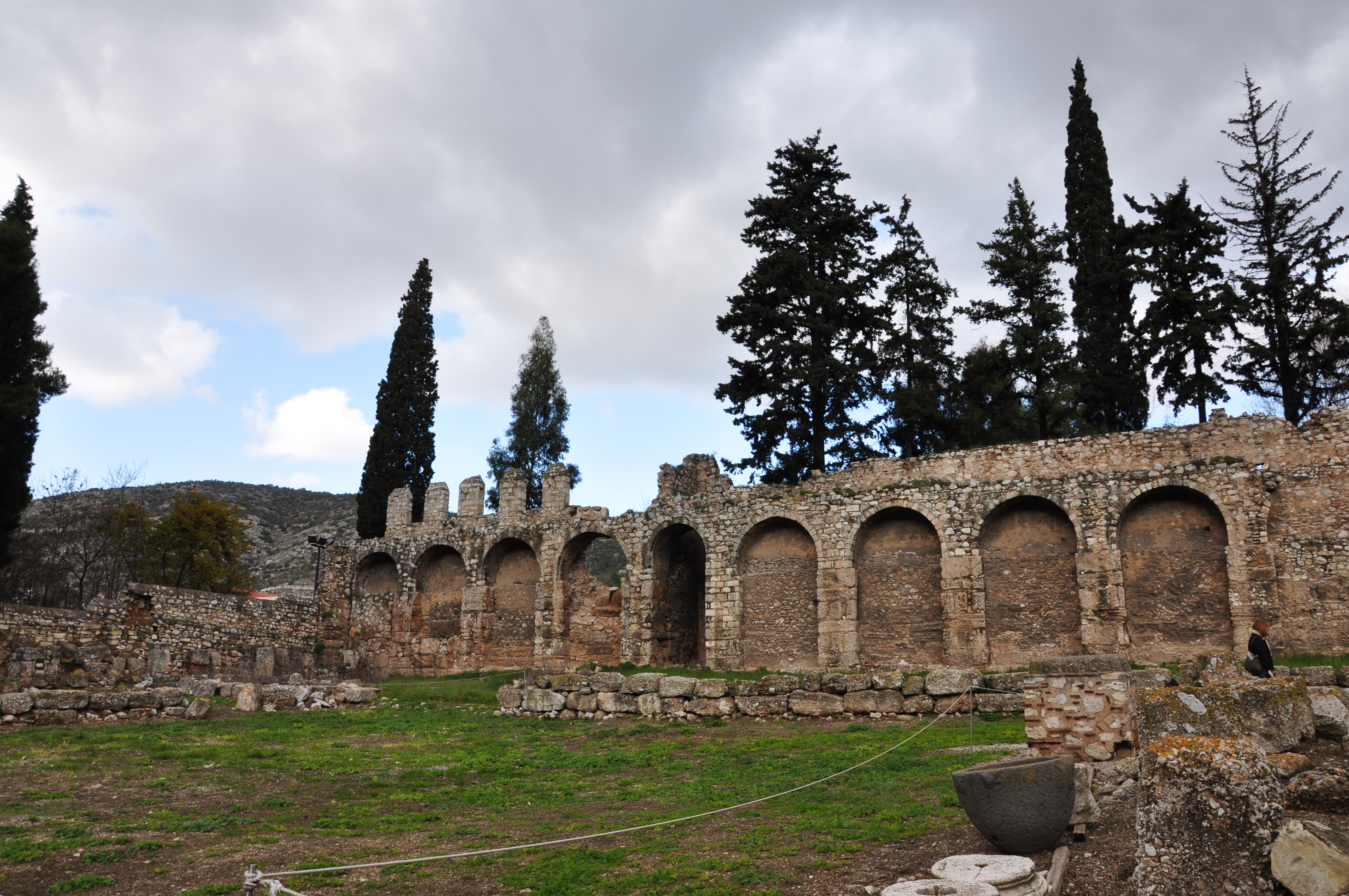
Jeden z zachowanych fragmentów muru obronnego, niegdyś otaczającego cały obiekt

## Mozaiki
Wewnątrz kościoła zachowały się bizantyjskie mozaiki. Przedstawiają sceny z życia Chrystusa, Matki Bożej, świętych (głównie z Syrii), archaniołów i proroków. Najważniejsza z nich przedstawia Chrystusa Pantokratora w kopule kościoła, której średnica wynosi 8 metrów. Postać wyobrażoną na złotym tle oświetla 16 okien w bębnie kopuły. Lewa dłoń Zbawiciela spoczywa na apokaliptycznej Księdze Życia. Otaczają go wizerunki 16 proroków. W północno-zachodnim narożniku kopuły przedstawiono Przemienienie. Mozaiki w narteksie przedstawiają m.in. Ostatnią Wieczerzę, Umywanie stóp i Zdradę Judasza.

Mozaiki
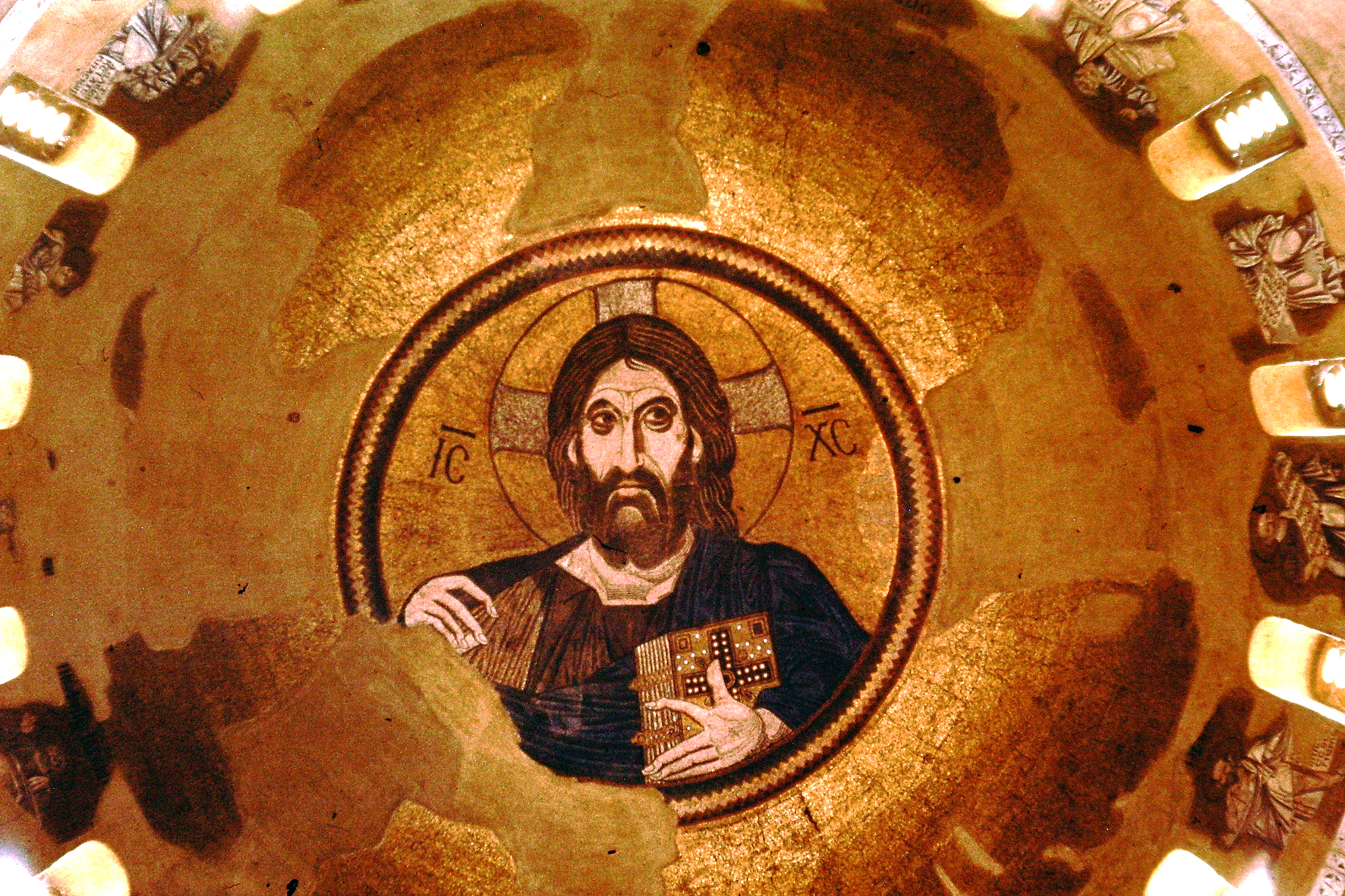
Mozaika Pantokratora w kopule (1090-1100 r.) - sierpień 1975
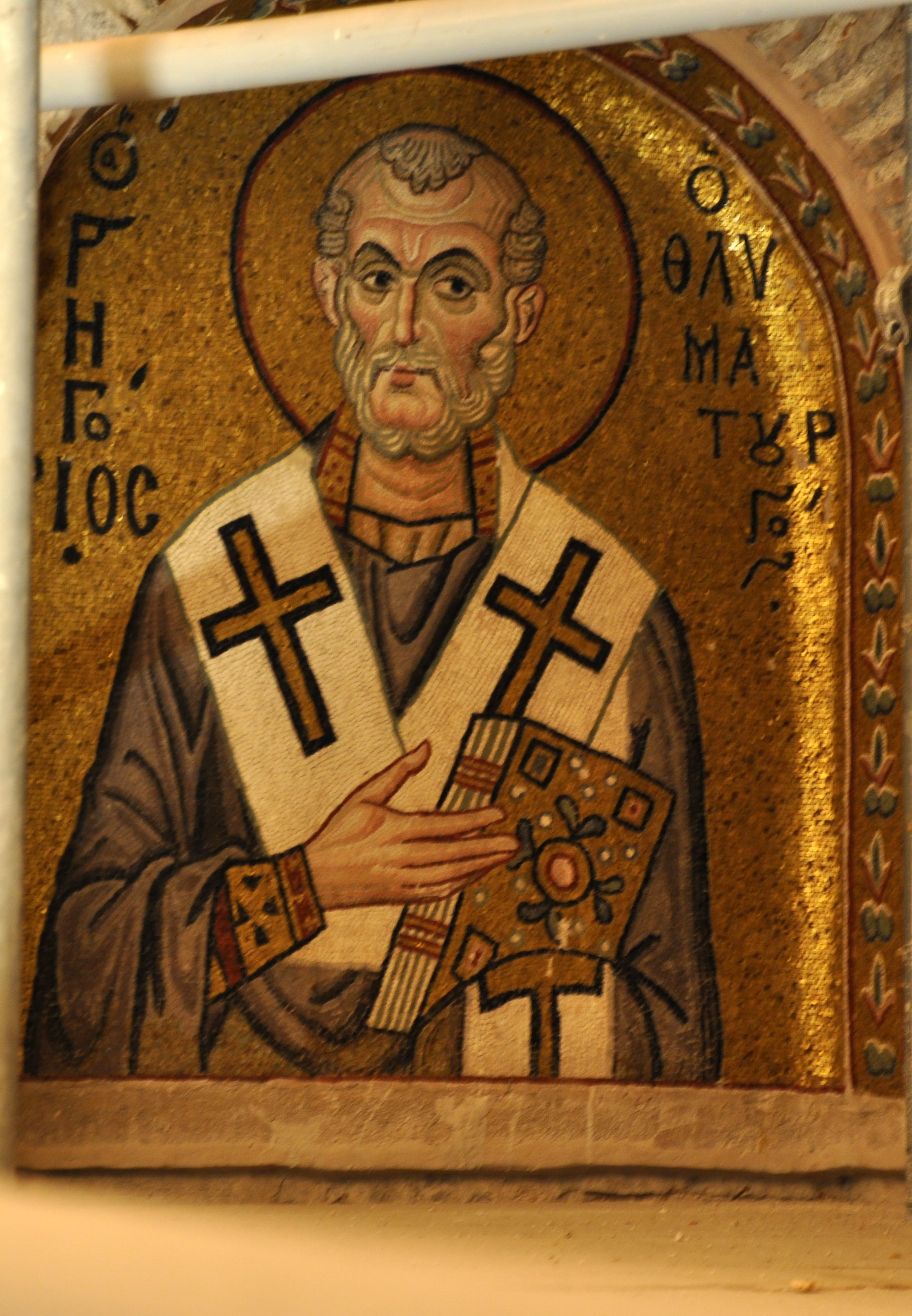
Św. Grzegorz Cudotwórca
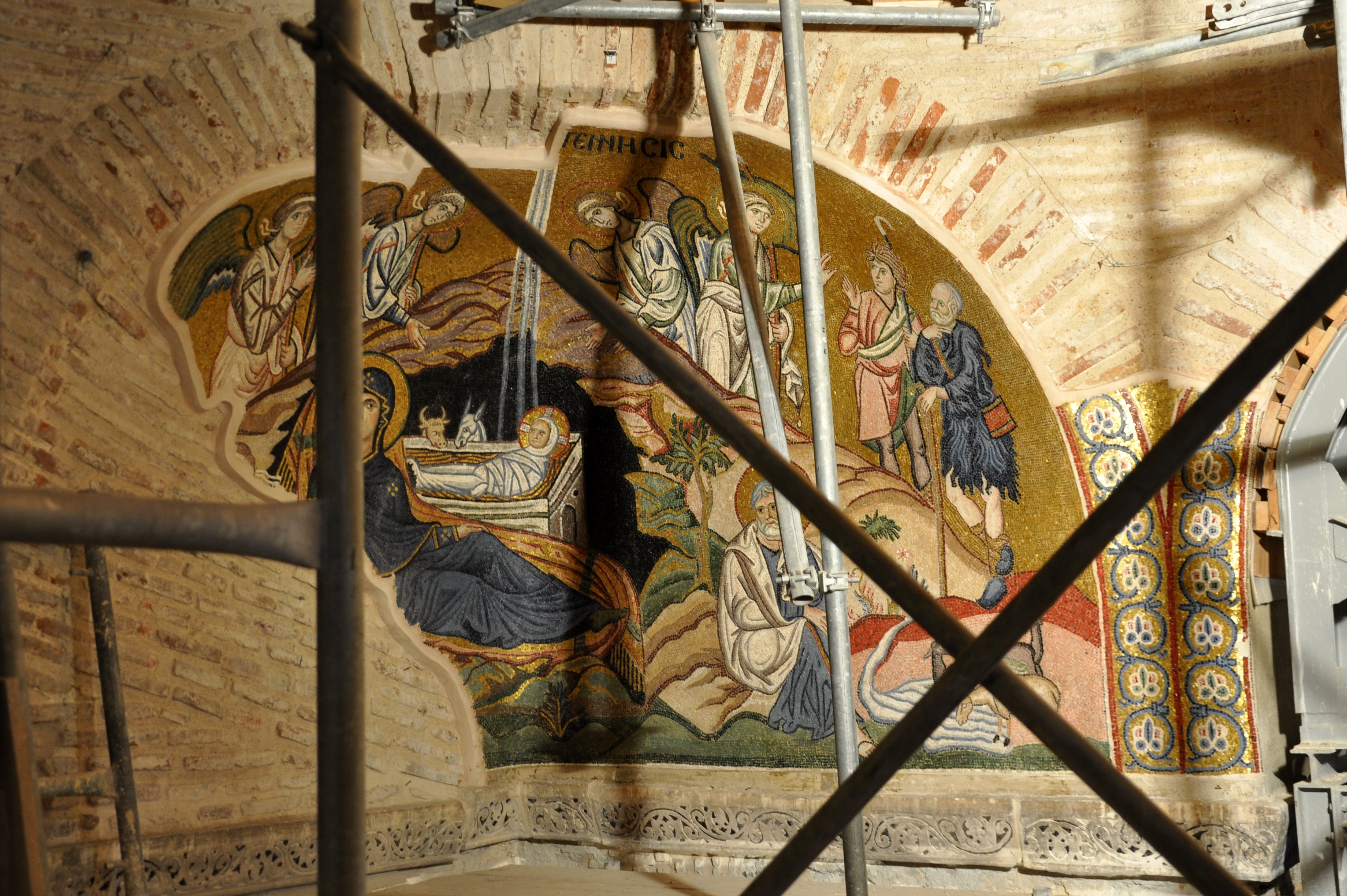
Narodziny
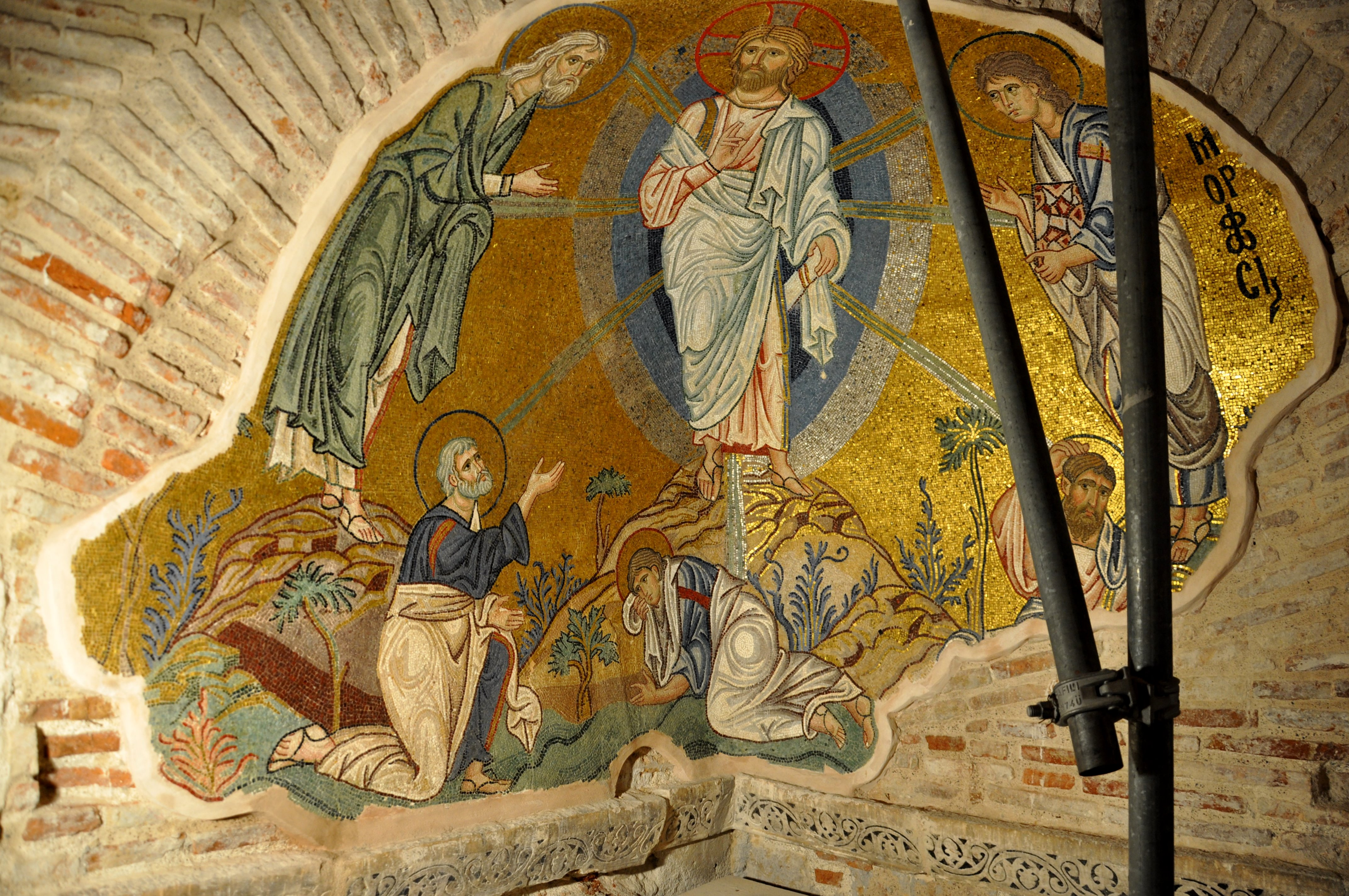
Zmartwychwstanie
Kąpiel małego Jezusa
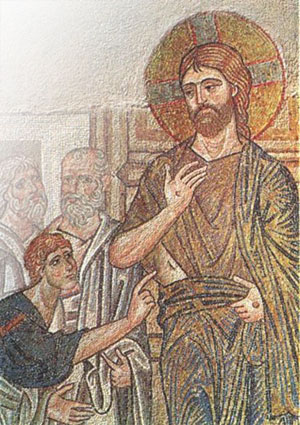
Niewierny Tomasz